# Julien Burri
Pour les articles homonymes, voir Burri.
Julien Burri, né le 21 janvier 1980 à Lausanne, est un écrivain et poète suisse vaudois.

## Biographie
Après sa maturité au gymnase de la Cité, il fait des études en Lettres (français, cinéma et histoire de l'art) à l'Université de Lausanne,.
Julien Burri est journaliste à L'Hebdo de 2011 à la fermeture du magazine en 2016. Il rejoint ensuite la rédaction du quotidien suisse Le Temps . Il travaille à partir de 2016 comme chercheur à l'Université de Lausanne, dans le projet « Gustave Roud, Œuvres complètes ».
Il vit à Forel, dans le canton de Vaud.

### Parcours littéraire
Il publie plusieurs recueils de poèmes (dont La punition, 1997, Jusqu'à la transparence, 2004, Si Seulement, 2009), ainsi que de récits et romans (dont Poupée, 2009, Muscles, suivi de La Maison, 2014 ou Prendre l'eau, 2017).
Il reçoit en 1997 le prix international jeunes auteurs dans la catégorie théâtre pour la pièce L'étreinte des sables et, en 1998, dans la catégorie poésie. En 2009, il publie son second récit Poupée, roman retenu dans la sélection 2010-2011 du Roman des Romands 2010. L'année suivante, paraît le recueil de nouvelles Beau à vomir. L'auteur reçoit le prix de littérature de la Fondation Vaudoise pour la Culture en 2011. En 2014, il publie un livre tête-bêche, Muscles,, suivi de La Maison. Le premier texte, un roman, raconte de l'intérieur la vie d'un bodybuilder obsédé par son corps. Le second, La Maison, une prose poétique plus introspective, donne à voir la fin d'une histoire d'amour du point de vue d'une maison vide, peuplée de souvenirs, d'oiseaux et de fantômes. En 2016, paraît un roman, Prendre l'eau,,qui se déroule au bord du lac Léman, reprend les codes du polar et s'attache à décrire le paysage à travers la vie de cinq personnages. L’auteur continue d’explorer le paysage lacustre et lémanique, mais de manière plus douce, sensuelle et mélancolique, dans le recueil de poèmes Lacunes,,, inspiré des aquarelles de Florence Grivel, publié en 2019.  
Depuis 2013, il se produit dans les bibliothèques et les festivals avec des performances mêlant lectures et musique, en duo avec le chanteur et écrivain vaudois Stéphane Blok.
Il reçoit le Prix Édouard Rod en 2022 pour Roches tendres.

## Œuvres
- Ce temps d'été qui te ressemble, Eysine, France, Éditions Press-stances, 1996, 35 p. (BNF 35847272)
- La Punition, Paris, Éditions Caractères, 1997, 67 p.  (ISBN 2-85446-205-X)
- L’Étreinte des sables, Charmey, Suisse, Éditions de l'Hèbe, 1997

- Prix international jeunes auteurs 1997
- L’Ombre des étoiles, Charmey, Suisse, Éditions de l'Hèbe, 1998
- À propos de "La tête ouverte", Eysine, France, Éditions Press-stances, 1997, 35 p. (BNF 36166411)
- Journal à rebours, Vevey, Suisse, Éditions de l'Aire, 2000, 67 p.  (ISBN 2-88108-558-X)
- Je mange un bœuf, Vevey, Suisse, Éditions de l'Aire, 2001, 60 p.  (ISBN 2-88108-442-7)
- Jusqu'à la transparence, Vevey, Suisse, Éditions de l'Aire, 2004, 64 p.  (ISBN 2-88108-678-0)
- Poupée, Orbe, Suisse, Bernard Campiche éditeur, 2009, 72 p.  (ISBN 978-2-88241-237-9)[17]
- Beau à vomir, Orbe, Suisse, Bernard Campiche Éditeur, 2011, 158 p.  (ISBN 978-2-88241-284-3)[18]

- Prix culturel vaudois 2011 
- Muscles, roman, suivi de La Maison, morceaux, Orbe, Suisse, Bernard Campiche Éditeur, 2014, 360 p.  (ISBN 978-2-88241-377-2)
- Ice & Cream, avec Florence Grivel, Lausanne, art&fiction, 2014, 66 p.  (ISBN 978-2-940377-85-5)

- Prendre l'eau : roman, Bernard Campiche éditeur, 2017, 224 p. (ISBN 978-2-88241-430-4)[20]
- Roches tendres, Genève, Éditions d'autre part, décembre 2021, 1220 p. (ISBN 978-2940518746)[21],[22],[23]
- Parades, Lausanne, Paulette Éditrice, mai 2022, 85 p.[24]
- La double nuit du lac, Lausanne, La Veilleuse, décembre 2023, 96 p. (ISBN 9782889780051)[25]

## Sources
- « Julien Burri », sur la base de données des personnalités vaudoises sur la plateforme « Patrinum » de la Bibliothèque cantonale et universitaire de Lausanne.
- Léo Bolliger, 24 Heures 2004/08/17, p. 12
- Jacques Küpfer et Catherine Delafontaine-Küpfer, L'anthologie de la poésie romande d'hier à aujourd'hui, p. 622
- Littérature: Julien Burri
- Julien Burri (Suisse), Le Printemps des Poètes - Luxembourg